# PH1
PH1 (abreviado de Planet Hunters 1) é um exoplaneta situado até 7 200 anos-luz  de distância da Terra. É provavelmente um planeta gasoso, ligeiramente maior que Netuno e quase 6 vezes maior que a Terra. Trata-se de um planeta que orbita 2 estrelas em 137 dias, e que por sua vez a 900 UA encontram-se outro par de estrelas formando assim o primeiro sistema planetário conhecido com 4 "sóis".

## Sistema estelar
O planeta tem o tamanho de Netuno, cerca de 20-55 massas terrestres. Tem um raio de 6,2 vezes o da Terra. O sistema estelar está a cerca de 5 mil ou 7 200 anos-luz  de distância. O planeta orbita um sistema binário próximo e um outro mais distante, formando um sistema estelar quádruplo. O sistema estelar tem o nome de KIC 4862625, bem como a designação Kepler-64. O sistema binário próximo (Aa + Ab) que o planeta circunda tem um período orbital de 20 dias. Eles formam um par binário eclipsante. As duas estrelas são (Aa) 1,384 massa solar (M ☉) estrela da sequência principal tipo F e (Ab) 0,336 M anã vermelha.   O planeta orbita este par binário em uma órbita de 138,3 dias. Os pares binários têm uma separação de 1 000 UAs. Um modelo fotométrico-dinâmico foi usado para modelar o sistema planetário do par binário próximo. O binário distante (Ba + Bb) tem uma separação de pares de 60 UA. As duas estrelas são (Ba) 0.99 M  estrela de sequência principal tipo G e (Bb) 0.51 M  anã vermelha. O sistema estelar quádruplo tem uma idade estimada de 2 bilhões de anos. O sistema está localizado em ascensão reta 19h 52m 51.624s declinação +39° 57′ 18.36″, entrada de catálogo 2MASS de 2MASS 19525162 + 3.957.183.